# Enzo Provenzale
Enzo Provenzale (Messina, 1920 – Roma, 1990) è stato un produttore cinematografico, sceneggiatore, regista cinematografico e direttore di produzione italiano.

## Biografia
Sceneggiatore dal 1947, ha lavorato con registi come Federico Fellini, Francesco Rosi, Luchino Visconti, Bernardo Bertolucci. Inizia come direttore di produzione nel 1951 in Lo sceicco bianco, avendo un difficile rapporto con il regista, Fellini. Negli anni '60 fu sceneggiatore di fiducia di Francesco Rosi, con cui firma Salvatore Giuliano e Le mani sulla città. In precedenza aveva firmato il suo unico film da regista, intitolato Vento del Sud. Ha ricevuto una nomination ai Nastri d'argento 1959 per la miglior sceneggiatura in La sfida e una ai Nastri d'argento 1963 per Salvatore Giuliano.

## Filmografia

### Produttore
- La sfida (1958)
- Le ragazze di San Frediano (1955)

### Sceneggiatore
- Le mani sulla città (1963)
- Salvatore Giuliano (1962)
- Vento del Sud (1959)
- La sfida (1958)
- Gioventù perduta (1947)

### Regia
- Vento del sud (1959)

### Direzione di produzione
- Ultimo tango a Parigi (1972)
- Il bestione (1974)
- Trastevere (1971)
- Colpo grosso ma non troppo (1965)
- Le mani sulla città(1963)
- Il Gattopardo (1963)
- Salvatore Giuliano (1962)
- Lo sceicco bianco (1952)

### Casting
- Fellini Satyricon (1969)